# ISO 3166-2:BM

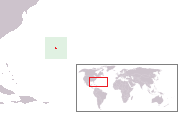
バルミューダ諸島の位置

ISO 3166-2:BMはISOの3166-2規格のうち、BMで始まるものである。イギリス領バミューダ諸島の行政区分コードを意味する。バミューダ諸島はISO 3166-1(ISO 3166-1 alpha-2)で、BMを国コードとして割り振られている。ISO 3166-2:BMに対応する行政区分コードの割り当てはない。